# Приваловские миллионы (фильм, 1972)
«Прива́ловские миллио́ны» — советский художественный фильм, снятый Ярополком Лапшиным на Свердловской киностудии в 1972 году по мотивам одноимённого романа Д. Н. Мамина-Сибиряка.

## Сюжет
Наследник огромного состояния и горных предприятий Сергей Привалов (Кулагин) рано потерял родителей. Его мать, Варвара, единственная дочь владельца золотых приисков Гуляева, вышла замуж за Александра Привалова, также очень богатого горнозаводчика, но человека необузданного, забывающегося в кутежах. Из-за постоянных измен мужа и царящего вокруг неё пьяного вертепа мать Сергея впала в тоску и рано умерла. Вскоре отец женился на цыганке Стеше, прижил с ней сына Тита, но погиб от рук Стеши и её любовника, своего ближайшего наперсника, Сашки Холостова. Стеша вышла замуж за Холостова, вдвоём они окончательно расстроили дела гуляевских и приваловских предприятий, в итоге над приваловскими Шатровскими заводами была установлена опека.
Наследство двух миллионеров оказывается в руках трёх опекунов: честного старовера Бахарева, воспитанника старика Гуляева, сомнительного дельца Ляховского и директора местного банка Половодова.
Сергей Привалов за молодостью был отстранен от дел. Закончив образование, он приезжает в родной уральский провинциальный городок Узел с намерением вступить в наследство и вложиться в улучшение жизни рабочих и простых жителей.
Однако ситуация вокруг заводов сложна и запутана: миллионное предприятие погрязло в долгах по вине сначала Холостова, затем интриг Ляховского и Половодова.
Друг детства Привалова Сергей Верёвкин (Пузырёв) начинает процесс против Половодова (Стржельчик) и Ляховского (Файт). Но они не так просты и не готовы идти под суд из-за злоупотреблений, они начинают свои интриги.
Сергей Привалов влюбляется в дочь Бахарева Надежду (Киндинова), однако она отказывает ему, так как сама любит ссыльного инженера Максима Лоскутова (Ясулович), рвёт из-за этого с семьёй и уезжает к Максиму на завод.
Чтобы отвлечь Привалова от процесса, Половодов решает запутать его в связь с какой-нибудь женщиной. Сначала он обращается к местной звезде водевиля Катеньке Колпаковой (Шарыкина), однако романа не выходит: Сергей помнит Катеньку девочкой, дочерью почтенного семейства, вынужденной стать актрисой из-за разорения и самоубийства отца, он относится к девушке не как сластолюбец, а как сердечный знакомый, предлагает ей дружескую помощь, и г-жа Колпакова отказывается «обрабатывать» Привалова. Затем Половодов уговаривает уже свою жену (Хитяева) очаровать Привалова. Роман с Антониной удаётся и захватывает Сергея. Тем временем благодаря посредничеству дядюшки Половодова Оскара Филипповича (Шпигель) заговорщики дают взятки в Петербурге, чтобы оттянуть расплату. Но взятки не помогают, заканчивается и роман с Антониной. Привалов уезжает на Шатровские заводы, где возобновляет общение с Надеждой Бахаревой и её мужем Максимом Лоскутовым. Привалов интересуется работой завода, жизнью рабочих. Он чувствует в себе долг перед простыми людьми, на непосильном труде которых ковались миллионные состояния его отца и деда.
Тем временем Половодов просит дочь Ляховского Зосю (Чурсина), в которую сам давно влюблён, привлечь внимание Привалова, в противном случае, её отец попадёт в тюрьму и Зося сама лишится привычного образа жизни. Зося отправляется на завод и добивается своего: Привалов влюбляется в Зосю, они венчаются, он останавливает процесс против тестя.
Однако и Ляховский, и Половодов не прекращают своих махинаций. Вскоре Привалов понимает, что его жена участвовала в заговоре против него, он рвёт с Зосей.
Тем временем от чахотки умирает Максим Лоскутов, Надежда остаётся вдовой.
Оскар Филиппович выходит на Верёвкина, и раскрывает всю подноготную интриги Половодова: заводы выставлены на конкурсный торг. Половодов боится суда и бежит вместе с Зосей за границу, бросив дом и Антонину.
Разочаровавшийся в людях и возможности творить добро Привалов отказывается от предложения Верёвкина бороться за наследство.
Завод и дом Привалова скупает Оскар Филиппович, случайный человек, «тёмная лошадка», воспользовавшийся промахами обеих сторон конфликта делец. Однако будет ли его приобретение прочным?

## В ролях
| Актёр                | Роль |
| -------------------- | --- |
| Леонид Кулагин       | Сергей Александрович Привалов, наследник заводов |
| Владислав Стржельчик | Александр Павлович Половодов, директор банка, опекун Шатровских заводов                                                                                   |
| Людмила Хитяева      | Антонида Ивановна Половодова, супруга Половодова, сестра Веревкина                                                                                        |
| Андрей Файт          | Игнатий Львович Ляховский, делец неясного происхождения, опекун Шатровских заводов                                                                        |
| Людмила Чурсина      | Софья Игнатьевна (Зося) Ляховская (Привалова), любимая дочь Игнатия Львовича                                                                              |
| Юрий Пузырёв         | Николай Иванович (Николя) Верёвкин, шурин Половодова, брат Антонины, адвокат, друг детства Привалова                                                      |
| Григорий Шпигель     | Оскар Филиппович Шпигель, родственник Половодова, дядя Николая и Антонины, делец из Петербурга                                                            |
| Никифор Колофидин    | Василий Назарович Бахарев, богатый промышленник из староверов, опекун Шатровских заводов, воспитанник деда Привалова, старика-золотопромышленника Гуляева |
| Любовь Соколова      | Марья Степановна Бахарева, супруга Василия Назаровича, староверка                                                                                         |
| Галина Киндинова     | Надежда Васильевна Бахарева, дочь Василия Назаровича и Марьи Степановны                                                                                   |
| Александр Демьяненко | Виктор Васильевич Бахарев, сын Василия Назаровича и Марьи Степановны, беспутный, но добрый пьяница, влюбленный в Катеньку Колпакову                       |
| Людмила Шагалова     | Хиония Алексеевна Заплатина, содержательница пансиона, ловкая особа                                                                                       |
| Анатолий Торопов     | Виктор Николаевич Заплатин |
| Валентина Шарыкина   | Екатерина Ивановна (Катенька) Колпакова, актриса, дочь почтенного, но разорившегося семейства                                                             |
| Игорь Ясулович       | Максим Петрович Лоскутов, механик, бывший ссыльный студент                                                                                                |
| Виктор Щеглов        | управляющий заводами Сарматов |
| Евгений Евстигнеев   | Иван Яковлевич Верёвкин, крупный игрок, отец Николая и Антонины                                                                                           |
| Виктор Чекмарёв      | Аника Панкратович Лепёшкин |
| Станислав Чекан      | Кузьма Ферапонтович Канунников, купец (в титрах В. Чекан)                                                                                                 |
| Юрий Леонидов        | Крулевский |
| Игорь Головин        | Дьяконов |
| Анатолий Кубацкий    | Бельмонтов |
| Владимир Маренков    | Тёлкин |
| Ю. Мыльников         | Челыш |
| Павел Федосеев       | почтовый чиновник |
| Маргарита Буторина   | Матрёна |
| Георгий Епифанцев    | Александр Ильич Привалов |
| Леонид Неведомский   | работник Привалова Александр Холостов |

## Съёмочная группа
- Сценарий Игоря Болгарина, Виктора Смирнова при участии Ярополка Лапшина
- Режиссёр-постановщик — Ярополк Лапшин
- Главный оператор — Игорь Лукшин
- Художник-постановщик — Юрий Истратов
- Композитор — Юрий Левитин
- Звукооператор — Маргарита Томилова
- Директора картины — С. Игнатов, Е. Корепанов

## Съёмки
- Город Нижний Тагил, здание заводоуправления, улица Уральская, Демидовская городская больница, Лисья гора, завод-музей.
- Город Свердловск, Харитоновский сад.
- Съёмки сцен в театре были сделаны в Ирбитском драматическом театре имени А. Н. Островского[уточнить] .

## Награды
- 1975 — Государственная премия РСФСР имени братьев Васильевых — за фильм «Приваловские миллионы» (режиссёр Я. Лапшин и оператор И. Лукшин)[1].

## Оценки фильма
Кинокритик Татьяна Хлоплянкина писала о фильме, что «это типичная экранизация — очень добротная, подробная, многофигурная … внимательная к быту, к костюмам, собравшая в кадре целое созвездие популярных актёров и, безусловно, способная найти своего благодарного зрителя».
Культуролог Наталья Кириллова считала, что фильм — это «классика отечественного кино, не потерявшая ни своей актуальности, ни художественной ценности». «Всё новые поколения зрителей, — писала она, — отмечают выдающийся талант кинорежиссёра, высочайший профессионализм художника Юрия Истратова и оператора-постановщика Игоря Лукшина». Она объясняла успех фильма «глубиной исследования исторического прошлого Урала, вдумчивым прочтением романа Д. Н. Мамина-Сибиряка, особой эмоциональной атмосферой фильма, созданной не только талантливой режиссурой, художественно-выразительными средствами, но и блестящим актёрским ансамблем». При этом она предъявляла претензии к тому, что «в сценарии образ Привалова несколько обеднён, и исполнитель этой роли Л. Кулагин излишне скован, углублён в себя, неправомерно … инфантилен».
Н. Кириллова также писала: «В фильме передана атмосфера жизни центра горнозаводского Урала…, контрасты той жизни: безудержная роскошь знати и бедность, изнурительный труд рабочих на приваловских заводах, красота уральской природы и пьяная вакханалия купечества. На экране — мир наживы и подкупа, мир хищников и стяжателей разного ранга; каждый из портретов психологически глубок и достоверен».